# 5340 Burton
5340 Burton è un asteroide della fascia principale. Scoperto nel 1960, presenta un'orbita caratterizzata da un semiasse maggiore pari a 3,0846847 au e da un'eccentricità di 0,1339892, inclinata di 3,48231° rispetto all'eclittica.
L'asteroide è dedicato all'astronomo statunitense William Butler Burton.